# Universidad Harvard

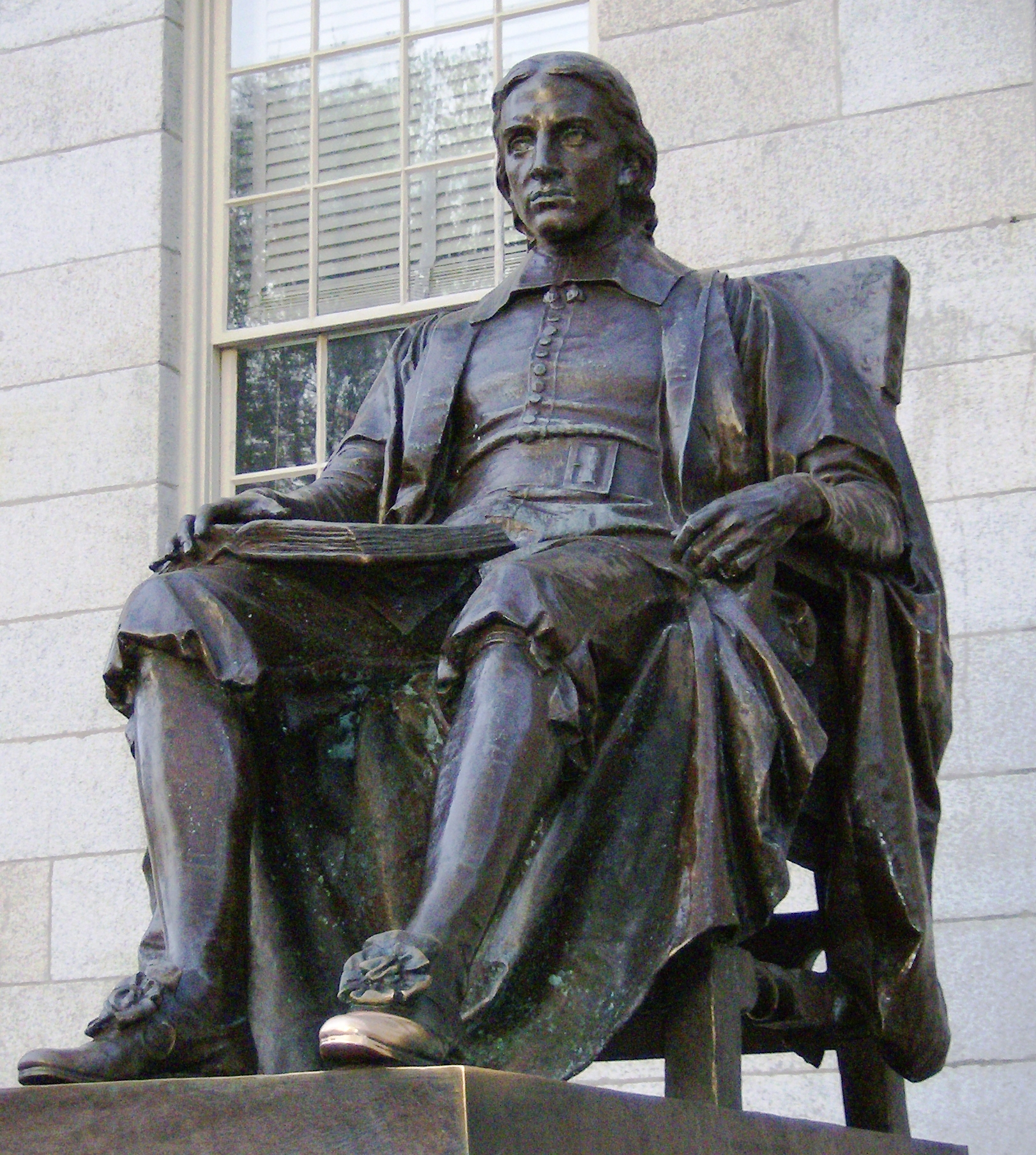
John Harvard

La Universidad Harvard (en idioma inglés Harvard University) es una universidad privada de investigación perteneciente a la Ivy League, ubicada en Cambridge, Massachusetts, Estados Unidos. Fue fundada el 28 de octubre de 1636 y nombrada en honor a su primer benefactor, el clérigo puritano John Harvard. Es la institución de educación superior más antigua de los Estados Unidos. Su influencia, riqueza y posición en clasificaciones la han convertido en una de las universidades más prestigiosas del mundo.
La universidad cuenta con más de 371 000 exalumnos vivos, de los cuales 59 000 residen fuera de Estados Unidos. Dispone además del presupuesto universitario más cuantioso del mundo: 39 200 millones de dólares en 2018. Aunque en términos de dotación por estudiante, ocupa el tercer lugar en los Estados Unidos, por detrás de Princeton y Yale.
Entre los exalumnos, profesores e investigadores de la Universidad Harvard se cuentan 188 multimillonarios vivos, ocho presidentes de los Estados Unidos, veinticuatro jefes de Estado y treinta y un jefes de Gobierno, así como fundadores de empresas destacadas, laureados con el Premio Nobel, la Medalla Fields, miembros del Congreso de los Estados Unidos, becarios MacArthur, becarios Rhodes, becarios Marshall, ganadores del Premio Turing, del Premio Pulitzer y becarios Fulbright. Además, estudiantes y exalumnos de Harvard han obtenido colectivamente diez premios Óscar y ciento diez medallas olímpicas, incluidas cuarenta y seis de oro.

## Situación geográfica
El campus principal, de 85 hectáreas, tiene su centro en la Harvard Yard, en Cambridge, una ciudad de aproximadamente 100 000 habitantes, colindante con Boston, que se encuentra al sur.
Cambridge dista unos 300 kilómetros de la frontera con Canadá. John Harvard fue el benefactor de la universidad Harvard la cual lleva su apellido ubicada en Massachusetts, Boston.
Cuando se cruza el río Charles desde Cambridge, se entra en la ciudad de Boston, en cuyo barrio de Allston, habitado principalmente por universitarios de Harvard, se encuentran la Escuela de Negocios y las instalaciones deportivas y de atletismo, incluido el Harvard Stadium.
Más lejos aún, adentrándose en la ciudad de Boston unos tres kilómetros en dirección sureste, están situadas la Escuela de Medicina, la de Odontología y la de Salud Pública, en el área médica de Longwood.

## Historia
La Universidad Harvard fue fundada en 1636. Su nombre original era New College o The College at New Town y fue creada sin contar con un solo profesor, con un solo alumno, y ni siquiera con un solo edificio.
En 1639, menos de tres años después de su fundación, cambió el nombre por el de Harvard College, como muestra de agradecimiento a su benefactor John Harvard, un joven clérigo que a su muerte, unos meses antes, había donado a la institución recién creada un precioso legado: su biblioteca de 400 volúmenes y la mitad de su considerable patrimonio personal, una suma de 780 libras.
Más tarde la institución volvería a cambiar de nombre para empezar a denominarse Harvard University. Este nuevo y definitivo nombre apareció por primera vez en la Constitución de Massachusetts de 1780, en plena época revolucionaria.

### Evolución de la Universidad Harvard
El primer claustro de la Universidad, formado por congregaciones religiosas y cristianas unitarias, tenía un carácter eminentemente religioso.
Posteriormente, durante el siglo XVIII, el currículo académico y el cuerpo estudiantil se fueron secularizando gradualmente.
En el siglo XIX Harvard ya se había convertido en el establecimiento cultural central de las élites de Boston.
Después de la guerra civil estadounidense, y durante cuarenta años, los que transcurrieron entre 1869 y 1909, la Universidad estuvo presidida por Charles William Eliot, quien transformó radicalmente el modelo de institución educativa que había imperado hasta entonces en Harvard, convirtiéndola en un moderno centro de investigación. 
La reforma incluía cursos electivos, pequeñas clases, y la entrada en vigor de los exámenes. Este nuevo modelo influyó en el sistema educativo de los Estados Unidos, tanto en la educación universitaria como en la secundaria. Eliot también fue el impulsor de la publicación de la ahora famosa Harvard Classics, una colección de grandes libros sobre múltiples disciplinas (publicada a partir de 1909), que ofrecía una educación universitaria «en quince minutos de lectura al día». Durante su larguísima e influyente presidencia, Eliot llegó a ser tan ampliamente reconocido como figura pública que después de su muerte, en 1926, su nombre y el de Harvard se convirtieron en sinónimo universal de aspiración a una enseñanza superior.
Harvard fue miembro fundador de la Asociación de Universidades Estadounidenses en 1900.

### Harvard en elsigloXX
A. Lawrence Lowell, quien sucedió a Eliot, reformó aún más el plan de estudios de pregrado. También emprendió una expansiva campaña de adquisición de terrenos para ampliar la planta física de Harvard y el sistema de alojamiento de los estudiantes.
Durante la Gran Depresión y la Segunda Guerra Mundial la Universidad fue conducida por James Bryant Conant, quien tras la guerra inició una nueva reforma del plan de estudios. Pero la reforma más importante de Conant tal vez fue la que afectó al sistema de admisiones, lo cual iba a transformar profundamente a Harvard, que hasta entonces era sinónimo de exclusividad para las élites políticas y económicas: casi todos los alumnos que eran admitidos en Harvard tenían un alto estatus socioeconómico dentro del grupo social que hoy denominamos «WASP» (White Anglo-Saxon Protestant).
Conant era antisemita; antes del comienzo de la Segunda Guerra Mundial había mostrado su simpatía hacia el gobierno racista de Hitler en Alemania. No obstante, concebía la enseñanza superior de alta calidad no tanto como un derecho de los hijos de familia rica, sino más bien como un medio para dotar de oportunidades a los jóvenes con talento y capacidad. 
De ese modo ideó programas para identificar, apoyar y reclutar a jóvenes con talento y capacidad, y entre 1945 y 1960 implementó políticas de admisión que permitieron la entrada a Harvard de alumnos provenientes de la enseñanza secundaria pública. El cambio se produjo a expensas de las elitistas instituciones privadas de enseñanza primaria y secundaria, que hasta entonces eran prácticamente las únicas que habían estado aportando alumnos a Harvard. La nueva política de admisiones abrió también las puertas a un mayor número de judíos y católicos. Aunque todavía pocos negros, hispanos y asiáticos.
Desde entonces la situación ha seguido progresando en lo relativo al nivel socioeconómico y la diversidad religiosa de los estudiantes que son admitidos en Harvard, así como en lo relativo al componente racial. En 2017 se alcanzó por primera vez en el primer curso una proporción mayor de estudiantes no blancos. El 50.8 % del total estaba compuesto por estudiantes de razas negras (15 %), iberoamericanas (12 %), asiáticas (23 %).
En cuanto a la enseñanza por géneros la evolución también ha sido progresiva. Ya en el siglo XIX algunas facultades de Harvard aceptaban a regañadientes un pequeño número de mujeres en sus aulas. Pero en 1945, La Facultad de Medicina empezó a impartir a mujeres enseñanza universitaria formalmente reglada. 
El Harvard College, el centro de formación de pregrado de Harvard, se haría mixto a partir de 1977 tras la asociación de Harvard con el Radcliffe College, una institución educativa femenina anexa («hermana») que se había fundado ciento veinte años atrás. Recientemente, en 1999, el Radcliffe College quedó completamente fusionado con la Universidad Harvard, convirtiéndose en el Instituto de Estudios Avanzados Radcliffe.
A Kenneth Roth, líder durante veintinueve años de la ONG estadounidense de los derechos humanos Human Rights Watch, se le denegó en 2022 un puesto de investigador en el Centro Carr de Derechos Humanos de la Escuela Kennedy por sus críticas al Estado de Israel. Muchos de los principales donantes de la Kennedy School son firmes partidarios del Estado de Israel.

## Facultades y Escuelas
Harvard tiene doce facultades y escuelas que imparten los cursos académicos oficiales y emiten las titulaciones. La universidad cuenta además con el Instituto de Estudios Avanzados Radcliffe, que funciona como un centro docente separado de las escuelas y facultades.
En el siguiente listado se enumeran las facultades y escuelas por orden cronológico de mayor a menor antigüedad. La primera unidad docente se fundó hace casi cuatrocientos años, en 1636. La última hace apenas una década y media, en 2007.
- Harvard Faculty of Arts and Sciences.
  - Incluye el Harvard College, la unidad docente más antigua de Harvard, así como la Harvard Division of Continuing Education, fundada en el siglo XX.
- Harvard Medical School.
- Escuela de Teología Harvard.
- Harvard Law School.
- Harvard School of Dental Medicine.
- Harvard Graduate School of Arts & Sciences.
- Escuela de Negocios Harvard.
- Harvard Graduate School of Design.
- Harvard Graduate School of Education.
- Harvard T.H. Chan School of Public Health.
- Escuela Harvard Kennedy.
- Harvard John A. Paulson School of Engineering and Applied Sciences.

## Posicionamiento de Harvard a nivel mundial
Desde su aparición, el Ranking Académico de las Universidades del Mundo (ARWU) ha situado a Harvard todos los años como la mejor universidad del mundo.
Durante el tiempo en el que QS y Times Higher Education se publicaron conjuntamente como THE-QS World University Rankings, en 2004-2009, Harvard ocupó el primer puesto todos los años.
Los THE World Reputation Rankings han clasificado consecutivamente a Harvard como la institución más importante de entre las «seis super-marcas» universitarias del mundo. Las otras cinco son Berkeley, Cambridge, MIT, Oxford y Stanford.
Harvard es clasificada como la mejor universidad del mundo según las siguientes clasificaciones de universidades:
- Clasificación académica de universidades del THE.
- Clasificación mundial de universidades según el HEEACT.
- Ranking Académico de las Universidades del Mundo. por delante de Stanford y de Berkeley.[15]
- Ranking del Laboratorio de Cibermetría del Consejo Superior de Investigaciones Científicas. Por delante del MIT, de Stanford y de Berkeley.[16][17]

## Financiación
Harvard, como universidad de investigación de gran tamaño y de alto porcentaje de residencialidad de sus alumnos, requiere de un alto nivel de financiación. El capital social (endowment) de Harvard en 2018 era de 39 200 millones de dólares, el más alto del mundo.
Este capital social tan cuantioso proviene de varias fuentes. Una gran parte la constituyen donaciones y legados testamentarios de exalumnos, generalmente bienes o sumas de como mínimo seis cifras. Estos exalumnos siguen el ejemplo del primero y más famoso de los benefactores de la Universidad: John Harvard.
Pero también proviene de campañas de recaudación de fondos que impulsa la Universidad a nivel nacional. En la última, que se extendió durante cinco años, entre 2013 y 2018, Harvard recaudó cerca de diez mil millones de dólares.
Una empresa financiera de la propia Universidad, la Harvard Management Company, Inc., se encarga de gestionar e invertir el capital social en diversos mercados financieros. Del rendimiento que generan estas inversiones se nutre en su mayor parte el presupuesto de gasto anual de la Universidad, que en 2018 ascendió a cinco mil millones de dólares.

## Programa de becas
A mediados de los años cuarenta del siglo XX, Harvard era una institución exclusiva a la que únicamente tenían acceso las élites políticas y económicas estadounidenses.
A raíz de la transformación sufrida por la Universidad entre 1945 y 1960, Harvard empezó a incluir programas de becas. En la actualidad estos programas alcanzan la cifra de varios cientos de millones de dólares cada año. En el curso 2016-2017 la cifra que Harvard destinó a becas fue de 414 millones de dólares.
En la actualidad (curso 2018-2019) el 20 % de los estudiantes de Harvard proviene de familias con ingresos económicos por debajo de 65 000 dólares anuales. Estos estudiantes, tanto estadounidenses como internacionales, reciben becas que cubren el 100 % del coste de sus programas de estudio incluyendo alojamiento, manutención y pasaje de avión.
A las familias cuyos ingresos llegan hasta ciento cincuenta mil dólares anuales se les pide que paguen entre el 0 y el 10 % del coste total. A familias que obtienen más ingresos se les pide una contribución mayor.
El 70 % de los estudiantes de Harvard recibe algún tipo de ayuda financiera. Más del 50 % de ellos recibe una beca. Estas becas tienen un promedio de más de 53 000 dólares anuales. Los estudiantes becados pagan en promedio doce mil dólares anuales.

## Admisión
La admisión de aspirantes se sitúa en la segunda más baja de Estados Unidos: para el curso de 2021, de las aproximadamente 40 000 solicitudes, solo se ha aceptado el 5.2 %.
La Universidad reserva un cupo de plazas para hijos de exalumnos, lo cual suscita críticas por parte de sus detractores, que acusan a la Universidad de favorecer así a estudiantes blancos y ricos.
La proporción de estudiantes internacionales admitidos es notable, alrededor de un 23 % del total, incluyendo a quienes cursan másteres y formación postgrado en general. Más de la mitad de los estudiantes internacionales, un 56 %, procede de países de la Commonwealth, principalmente de Reino Unido, Canadá, India, Australia, Singapur, Hong Kong y Sudáfrica.
Los estudiantes residentes en Estados Unidos que carecen de documentación en regla y que son admitidos en Harvard, son considerados por como estudiantes internacionales.

## Biblioteca
La Biblioteca contiene más de veinte millones de volúmenes, lo que la convierte en la mayor biblioteca académica en los Estados Unidos, y la cuarta entre las cinco «mega-bibliotecas» del mundo (después de la Biblioteca del Congreso, la Biblioteca Británica, y la Biblioteca Nacional de Francia, y por delante de la Biblioteca Pública de Nueva York).

## Deportes
Los Harvard Crimson es el equipo que representa a la Universidad en las competiciones universitarias, organizadas por la NCAA, donde forma parte de la Conferencia Ivy League.
El equipo cuenta con el Harvard Stadium, un estadio para fútbol americano y en el cual caben 30 898 espectadores, el Lavietes Pavilion o el estadio de baloncesto en el que caben 2195 espectadores, y el Bright Hockey Center, palacio para deportes de hielo en el que caben 2850 espectadores. La mascota de la Universidad se llama John Harvard. Es de destacar que la Universidad no ofrece becas deportivas.
Los principales rivales deportivos de Harvard son Yale y Cornell.
Los Harvard Crimson tienen equipos oficiales en veintiún deportes distintos. Incluyen un total de cuarenta y un equipos oficiales, más que ninguna otra universidad estadounidense: veinte equipos masculinos y veintiún equipos femeninos.

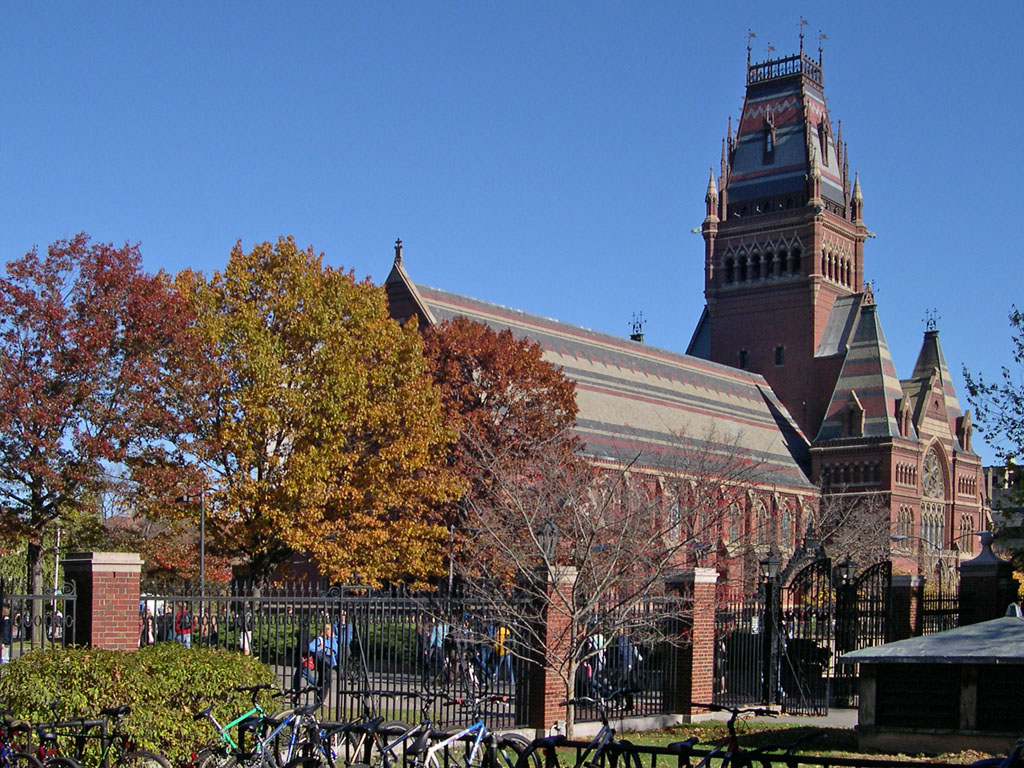
Memorial Hall

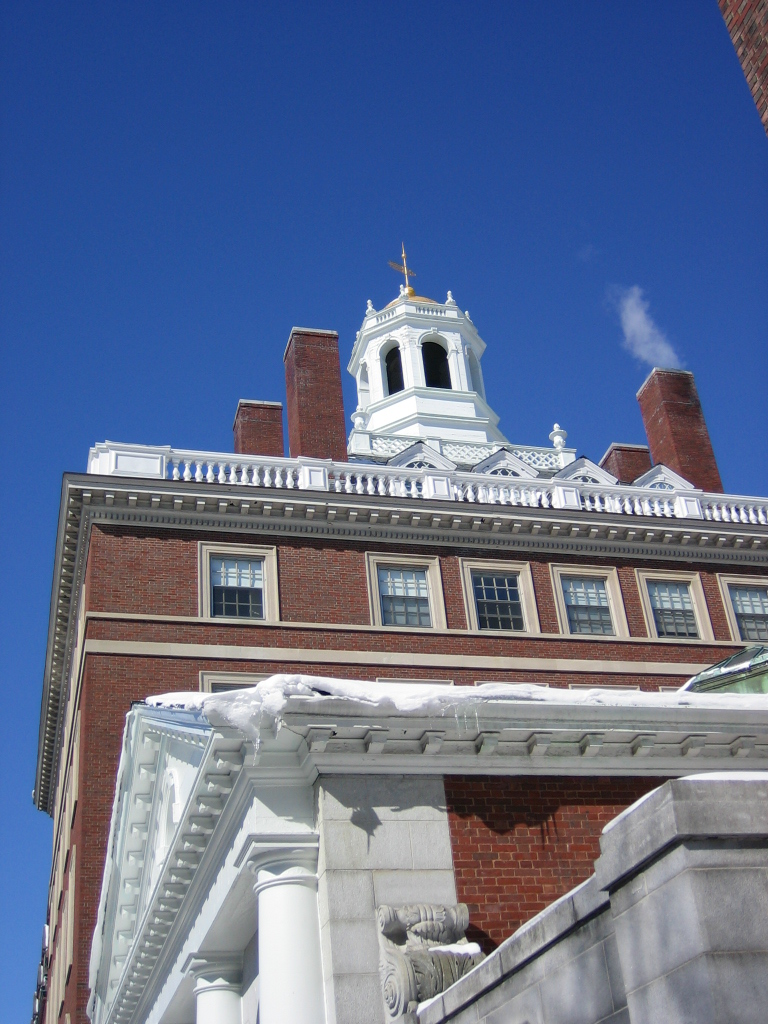
Harvard Square

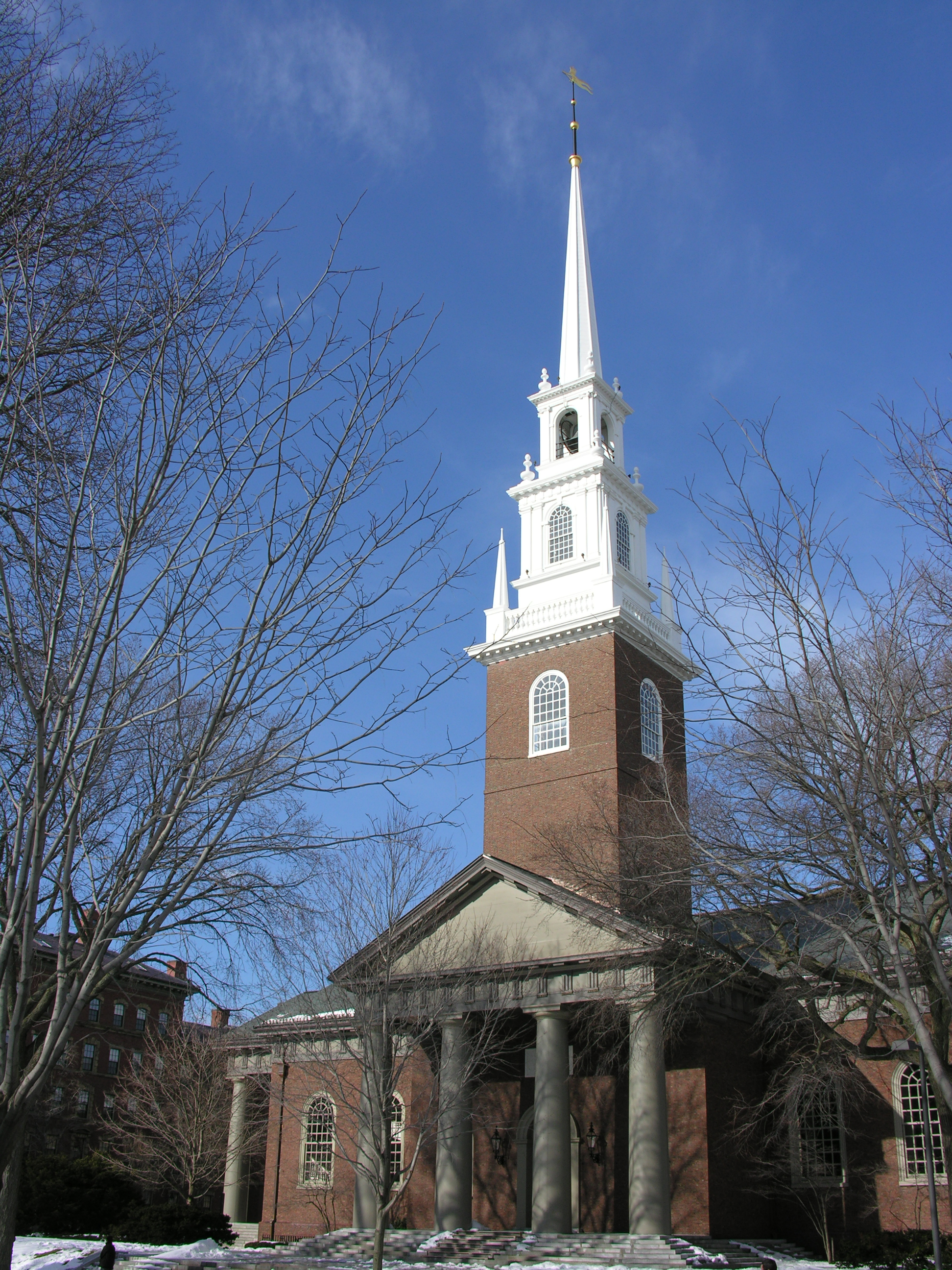
Harvard Memorial Church

## Impacto de Harvard sobre la cultura popular

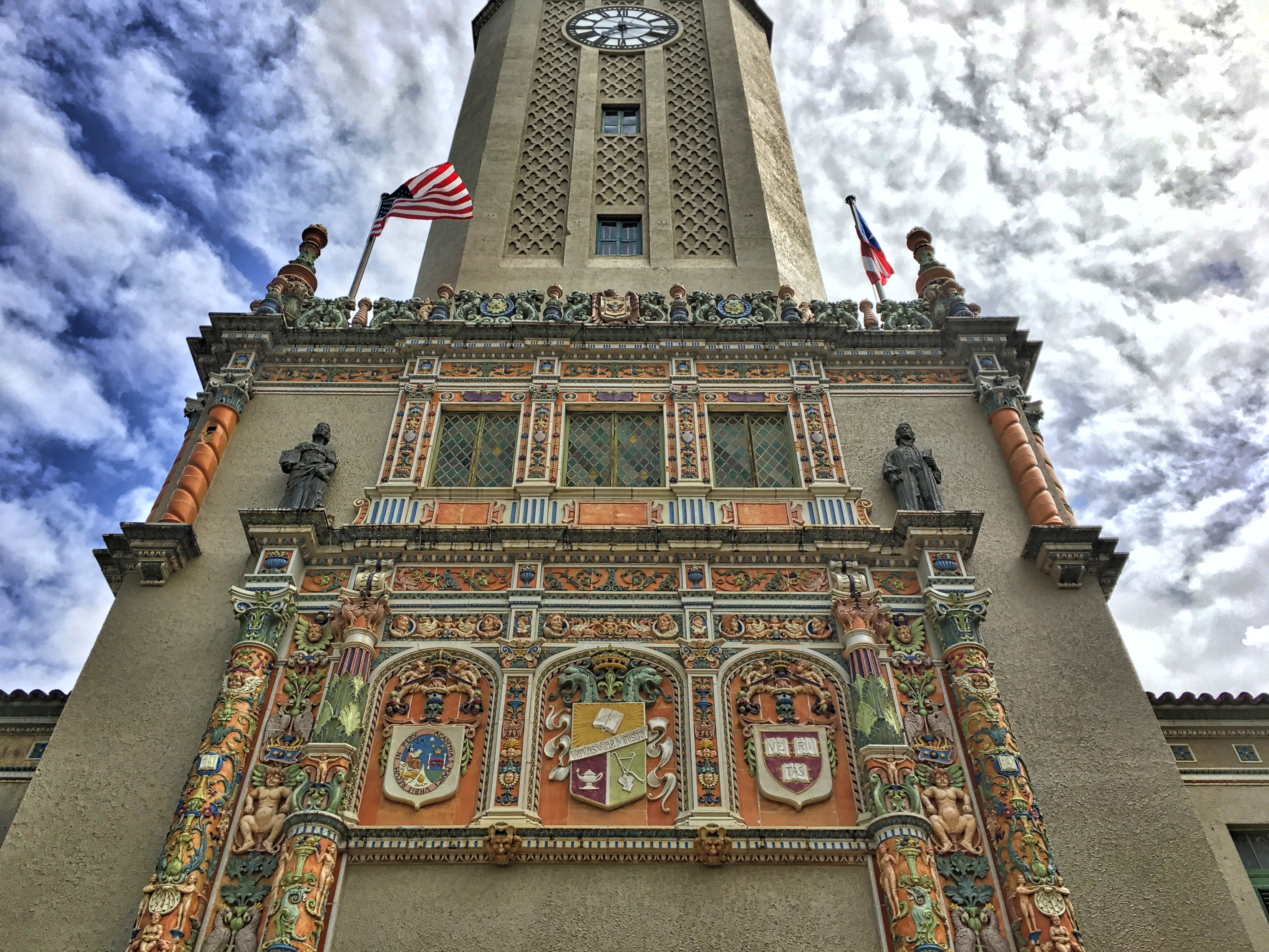
La Torre del Reloj de la Universidad de Puerto Rico incluye los escudos de la Universidad Harvard (derecha) y la Universidad de San Marcos (izquierda), al ser, la primera, la universidad más antigua de Norteamérica y, la segunda, la más antigua de todo el continente americano.

La percepción de la antigua Harvard como centro reservado a las élites políticas y económicas de Estados Unidos, así como la percepción de la nueva Harvard más abierta y solidaria de hoy, han constituido motivos literarios y cinematográficos recurrentes.
Como institución líder a nivel mundial, Harvard ha tenido un impacto notable en la cultura popular, en la literatura y en el cine.

### Literatura
- El ruido y la furia (1929) y ¡Absalom, Absalom! (1936), ambas obras escritas por William Faulkner, se sumergen en la vida estudiantil de Harvard de los años 20 y 30 del siglo XX.
- 1935, Of Time and the River (la autobiografía ficticia de Thomas Wolfe, incluye los días de estudiante de su alter ego en Harvard.
- 1937, The Late George Apley (ganador del Premio Pulitzer), por John P. Marquand, parodia a los estudiantes de Harvard a inicios del siglo XX.
- 1953, The Second Happiest Day por John P. Marquand, Jr., representa la generación de Harvard de la Segunda Guerra Mundial.

### Cine
- 1926, Brown of Harvard.
- 1970, Historia de amor, de Erich Segal , que narra el romance entre un jugador rico del equipo de hockey de Harvard (Ryan O'Neal) y una estudiante brillante y de clase social modesta de Radcliffe (Ali MacGraw). Este filme se proyecta anualmente para los nuevos estudiantes que llegan a la Universidad Harvard.
- 1973, Vida de un estudiante.
- 1986, Soul Man una comedia que habla sobre un estudiante blanco (Christopher Thomas Howell) que, al no poder pagar su licenciatura, decide simular ser un estudiante de color para obtener una beca.
- 1994, Con honores.
- 1997, Good Will Hunting.
- 2001, Nación Prozac.
- 2001, Legalmente rubia.
- 2002, Stealing Harvard.
- 2008, 21.
- 2009, Ángeles y demonios.
- 2010, Red social.
- 2017, El profesor Marston y la Mujer Maravilla.

### Series
- Gilmore Girls.
- Suits.